# 20 Волос Вероники
20 Волос Вероники (лат. 20 Comae Berenices), HD 108765 — одиночная звезда в созвездии Волос Вероники на расстоянии приблизительно 269 световых лет (около 82,4 парсек) от Солнца. Видимая звёздная величина звезды — +5,671m. Возраст звезды определён как около 480 млн лет.

## Характеристики
20 Волос Вероники — белая звезда спектрального класса kA3hA3mA0V, или A3V, или A2. Масса — около 2,499 солнечной, радиус — около 2,494 солнечного, светимость — около 33,113 солнечной. Эффективная температура — около 8485 K.

## Планетная система
В 2019 году учёными, анализирующими данные проектов HIPPARCOS и Gaia, у звезды обнаружена планета HIP 60957 b.